# Arcipelago Bol'šoj Fiskar
L'arcipelago Bol'šoj Fiskar (in russo архипелаг Большой Фискар; in finlandese Kiuskeri; in svedese Stora Fiskär ) è un gruppo di piccole isole russe, bagnate dal mar Baltico.
Amministrativamente fa parte del Vyborgskij rajon dell'oblast' di Leningrado, nel Distretto Federale Nordoccidentale.

## Geografia
Il gruppo è situato nel golfo di Finlandia, nella parte orientale del mar Baltico, a 11 km dal confine russo-finlandese. Distano dalla terraferma, nel punto più vicino (capo Urpalanmatala (мыс Урпаланматала), a sudovest della baia Čistopol'skaja (бухта Чистопольская)), circa 10 km.
Le Bol'šoj Fiskar sono un gruppo di isole di roccia rossastra, circondate da scogliere sottomarine; è composto da 8 isole principali (3 senza nome) e diversi scogli e isolotti che si sviluppano in direzione ovest-est, per circa 1,37 km. Il punto più alto del gruppo si trova sull'isola Kivima, al centro del gruppo, con i suoi 11,9 m s.l.m.
Sempre sull'isola Kivima si trova un faro, costruito nel 1903, alto 10 m con un piano focale a 21 m d'altezza, che dà un lampo ogni 8 secondi.

### Le isole
Da ovest a est, le isole sono:
- Isola Ljansiluoto (остров Лянсилуото), l'isola più occidentale e una delle più piccole, di forma circolare. Raggiunge un'altezza di 4,2 m s.l.m.[5] (60°24′15″N 27°55′33.5″E)
- Tra Ljansiluoto e Kivima ci sono le tre isole senza nome.
- Isola Kivima (остров Кивима), di forma leggermente allungata, è la più alta del gruppo e si trova al suo centro. (60°24′20.2″N 27°56′15.5″E)
- Isola Mannonen (остров Маннонен), è invece l'isola più lunga (420 m[7] circa), e dista 100 m da Kivima. (60°24′28″N 27°56′27″E)
- Isola Vulko (остров Вулко), è un'isoletta di forma irregolare che si trova 40 m a est di Mannonen. Lungo la sua costa orientale sono presenti due scogli.[5] (60°24′32.5″N 27°56′35.5″E)
- Isola Bol'šoj Fiskar (остров Большой Фискар), è l'isola più orientale e dà il nome al gruppo; ha una forma allungata e sinuosa. Si trova 150 m a est di Vulko. (60°24′26.5″N 27°56′53.5″E)

### Fauna
L'arcipelago fa parte della sezione 3 della Riserva dell'Ingermanland. Nei periodi di migrazione vi sostano i cigni selvatici, mentre d'estate, nel periodo di nidificazione, vi si fermano moriglioni, sterne e gabbiani.
Le isole sono visitate anche da foche grigie e, più raramente, da foche dagli anelli.

## Isole adiacenti
Nelle vicinanze dell'arcipelago si trovano:
- Isola Uvalen' (остров Увалень), 1,7 km a nordovest, è una piccola isola ovale, lunga 200 m e larga 100 m. (60°25′21″N 27°55′01.3″E)
- Scoglio Kuohuva (скала Куохува), 2 km circa a sud.[5]

Più distanti (oltre i 5 km), in un arco che va da nordovest a nord, si trovano le numerose isole che punteggiano la costa nei pressi del confine russo-finlandese, tra le quali spiccano Bol'šoj Pograničnyj (Большой Пограничный), Kozlinyj (остров Козлиный) e l'isola Kopytin (остров Копытин). A nordest si trova l'isola Malyj Fiskar e 10 km a est c'è il piccolo scoglio Challi (скала Халли). L'isola Nerva è situata invece 17 km più a sud.

## Storia
L'arcipelago Bol'šoj Fiskar passò dall'impero svedese alla Russia imperiale con il trattato di Nystad del 1721.
Tra il 1920 e il 1940 le isole appartenevano alla Finlandia. Fino al 1939 i pescatori finlandesi del villaggio di Vatnuori si recavano tra le isole dell'arcipelago per la pesca sul ghiaccio.

Durante la seconda guerra mondiale, nella zona delle isole incrociavano le S-Boote dell'RKKF a caccia di navi nemiche. I finlandesi consegnarono le isole ai russi nel 1944, e il successivo trattato di Parigi del 1947 ne sancì definitivamente il possesso a favore di questi ultimi.